# Матораль Центральної Мексики
Матораль Центральної Мексики (ідентифікатор WWF: NA0302) — неарктичний екорегіон пустель і склерофітних чагарників, розташований в Центральній Мексиці.

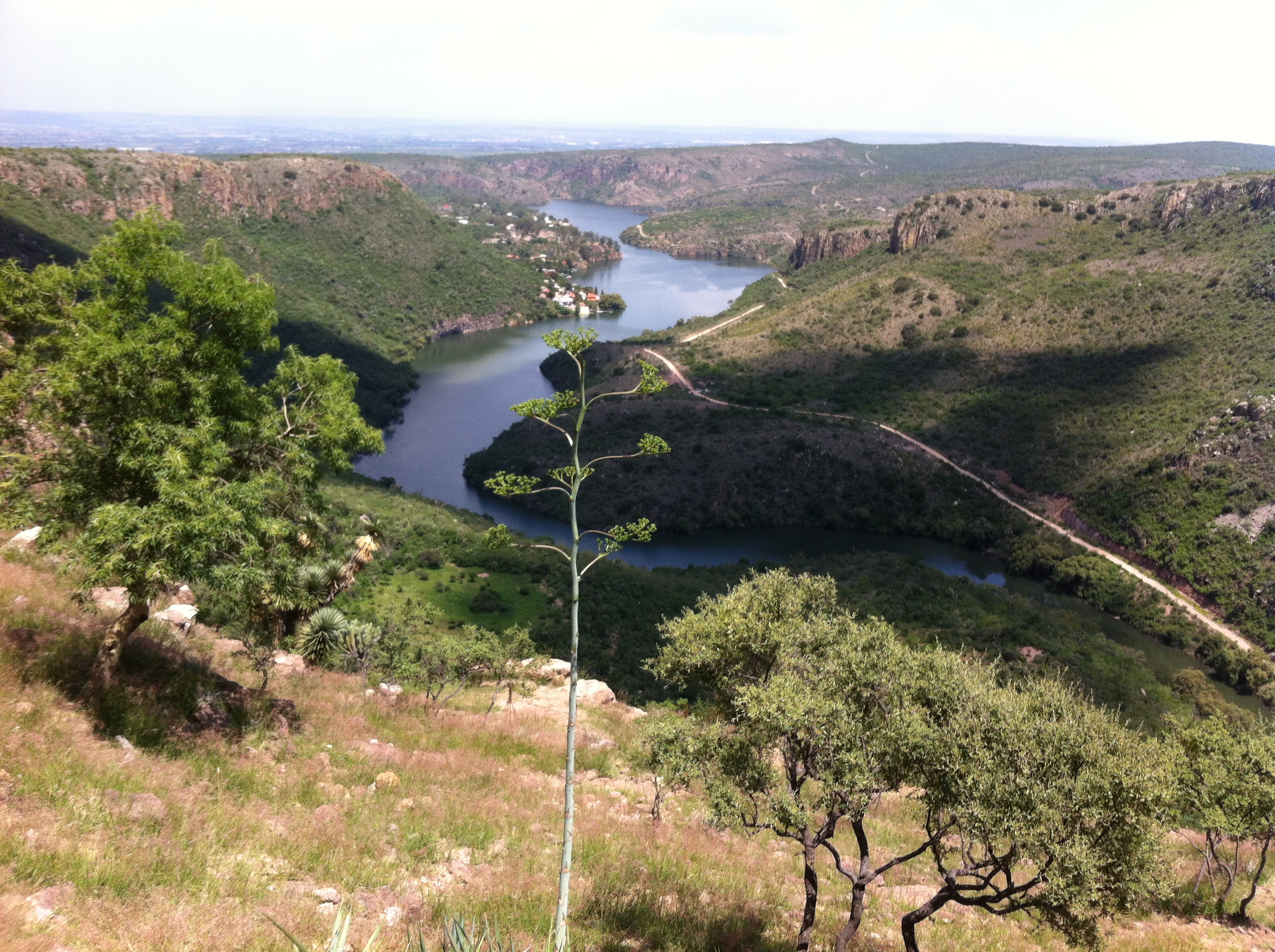
Ландшафт штату Агуаскальєнтес

## Географія
Екорегіон маторалю Центральної Мексики охоплює територію площею 59 195 км², розташовану в центральній частині Мексиці. Він охоплює південь штатів Сакатекас та Сан-Луїс-Потосі, більшу частину штату Агуаскальєнтес, північ штату Гуанахуато, центральну частину штату Керетаро та південну частину штату Ідальго, а також північний схід штатів Халіско та Мехіко.
Екорегіон маторалю Центральної Мексики розташований на крайньому півдні Мексиканського нагір'я. Із заходу він оточений горами Західної Сьєрра-Мадре, зі сходу — горами Східної Сьєрра-Мадре, а з півдня — горами Трансмексиканського вулканічного поясу. Він простягається від долини річки Боланьос на південний схід до міжгірських долин Мескіталь та Мехіко, а також включає ізольовану долину Толука, з усіх боків оточену горами Трансмексиканського вулканічного поясу.
Ландшафт регіону представлений напівпустельними рівнинами, що переважно лежать на висоті до 2000 м над рівнем моря. З геологічної точки зору тут переважають осадові гірські породи, а також, меншою мірою, метаморфічні та магматичні породи, які є результатом вулканічної активності в третинному періоді. Східна частина екорегіону лежить у басейні річки Пануко, яка тече на схід та впадає у Мексиканську затоку Атлантичного океану. Центральна частина регіону лежить у басейні річки Лерма, яка тече на захід та впадає у озеро Чапала. З цього озера витікає Ріо-Гранде-де-Сантьяго, одна з найбільших річок Мексики, яка впадає у Тихий океан. Притоками Ріо-Гранде-де-Сантьяго є річки Ріо-Верде та Боланьйос, до басейнів яких належить західна частина екорегіону. Долина Мехіко, розташована на південному сході екорегіону, є безстічною. Водні потоки, що стікали у цю долину з навколишніх гір, історично впадали у озеро Тескоко та у кілька менших озер, пов'язаних з ним, які наразі осушені.
Історично долина Мехіко була центром низки месоамериканських цивілізацій. Тут знаходилося давнє місто Теотіуакан, а також міста Теночтітлан, Тескоко та Тлакопан, які були центрами Ацтекської імперії. Наразі тут розташоване місто Мехіко, столиця Мексики та найбільший мегаполіс Північної Америки, у агломерації якого проживає більше 21 мільйона людей. Серед інших міст, розташованих в екорегіоні, слід відзначити Толуку-де-Лердо, Сан-Луїс-Потосі, Агуаскальєнтес, Сакатекас, Сан-Міґель-де-Альєнде, Долорес-Ідальго, Сан-Хуан-дель-Ріо, Пачукe-де-Сото та Актопан.
В горах, що оточують екорегіон, матораль Центральної Мексики переходить у сосново-дубові ліси Західної Сьєрра-Мадре, сосново-дубові ліси Східної Сьєрра-Мадре та сосново-дубові ліси Трансмексиканського вулканічного поясу. Ізольовані "небесні острови" (вкриті лісом гірські вершини), що підіймаються над рівнинами Центральної Мексики, також належать до цих екорегіонів. На півночі екорегіон переходить у матораль Мексиканського нагір'я, на південному заході, в басейні річки Лерма, — у сухі ліси Бахіо, а на північному заході, у нижній течії Ріо-Гранде-де-Сантьяго, — у сухі ліси Сіналоа. Деякі водно-болотні угіддя регіону, зокрема болота в долині Лерми та залишки озера Тескоко, є частиною окремого екорегіону водно-болотних угідь Центральної Мексики.

## Клімат
В межах екорегіону переважає посушливий напівпустельний клімат (BSk або BSh за класифікацією кліматів Кеппена). Літо в регіоні тепле, а зима прохолодна, особливо на височинах. Середньорічна кількість опадів тут становить менше 500 мм, більшість з яких випадають влітку.

## Флора
В межах екорегіону зустрічаються різноманітні рослинні угруповання, розподіл яких залежить від клімату, ґрунтів та експозиції схилів. Основними угрупованнями регіону є склерофітні чагарники маторалю, серед яких зростає багато кактусів та розеткоподібних сукулентів.
Серед поширених в регіоні кактусів слід відзначити різні види опунцій (Opuntia spp.), зокрема кремезні опунції (Opuntia robusta) або нопаль-тапон, скрученоколючкові опунції (Opuntia streptacantha) або нопаль-кордон та деревоподібні опунції (Opuntia leucotricha) або нопаль-бланко, а також широкоголчасті ферокактуси (Ferocactus latispinus), мексиканські маммілярії (Mammillaria magnimamma) та деревоподібні чолли (Cylindropuntia imbricata). Серед інших сукулентних рослин, поширених в регіоні, слід відзначити різноманітні агави (Agave spp.), зокрема агави лечугілья (Agave lechuguilla), та юки (Yucca spp.), зокрема ниткуваті юки (Yucca filifera) і оманливі юки (Yucca decipiens), а також приквітникові гехтії (Hechtia podantha) та сотоли (Dasylirion spp.). Також в екорегіоні поширені різноманітні чагарники та невисокі дерева, зокрема солодкі акації (Vachellia farnesiana) та колючоплідні мімози (Mimosa aculeaticarpa), злаки та інші трав'янисті рослини.
У долині Мехіко в заростях маторалю домінують скрученоколючкові опунції (Opuntia streptacantha), лімпія-туна (Zaluzania augusta), ниткуваті юки (Yucca filifera), колючоплідні мімози (Mimosa aculeaticarpa) та інтродуковані перуанські шинуси (Schinus molle). На засолених ґрунтах долини поширені галофітні луки та невисокі чагарники мексиканського содника (Suaeda mexicana).
Екорегіон маторалю Центральної Мексики характеризується високим флористичним різноманіттям та рівнем ендемізму. Орогенна діяльність фрагментувала Мексиканське нагір'я та призвела до формування трьох прилеглих гірських систем, а подальша ізоляція сприяла видоутворенню та еволюції ендемічних видів, а також збереженню реліктових видів. Серед ендеміків екорегіону слід відзначити Scutellaria molanguitensis, Bursera medranoana та Dalea zimapanica, а також два представники ендемічного роду Dyscritothamnus, що зростають в штаті Ідальго.

## Фауна
Серед поширених в екорегіоні ссавців слід відзначити білохвостого оленя (Odocoileus virginianus), ошийникового пекарі (Dicotyles tajacu), великовухого зайця (Lepus californicus), білобокого зайця (Lepus callotis), пустельного кролика (Sylvilagus audubonii), флоридського кролика (Sylvilagus floridanus), мексиканського ховраха (Ictidomys mexicanus), скельного ховраха (Otospermophilus variegatus), плямистого ховрашка (Xerospermophilus spilosoma), шовковисту торбомишу (Perognathus flavus), торбомишу Нельсона (Chaetodipus nelsoni), прикрашеного кенгурового стрибуна (Dipodomys ornatus), віргінського опосума (Didelphis virginiana), дев'ятипоясного броненосця (Dasypus novemcinctus) та пустельного волохатохвоста (Lasiurus frantzii).
Серед хижаків, поширених в регіоні, слід відзначити північноамериканську пуму (Puma concolor couguar), руду рись (Lynx rufus), койота (Canis latrans), сіру лисицю (Urocyon cinereoargenteus), довгохвосту ласицю (Neogale frenata), північноамериканську котофредку (Bassariscus astutus), американського борсука (Taxidea taxus), американського свинорилого скунса (Conepatus leuconotus), довгохвостого скунса (Mephitis macroura) та звичайного ракуна (Procyon lotor). Раніше в екорегіоні зустрічалися мексиканські вовки (Canis lupus baileyi) та ягуари (Panthera onca), однак наразі вони тут вимерли.
Серед поширених в екорегіоні птахів слід відзначити строкатобоку перепелицю (Callipepla squamata), білокрилу зенаїду (Zenaida asiatica), мексиканську горличку-інку (Columbina inca), беркута (Aquila chrysaetos), пустельного канюка (Parabuteo unicinctus), строкатохвостого канюка (Buteo albonotatus), білохвостого шуліку (Elanus leucurus), американського боривітра (Falco sparverius), аргентинську каракару (Caracara plancus), американського сича (Athene cunicularia), каліфорнійську таязуру-подорожника (Geococcyx californianus), малого ані (Crotophaga sulcirostris), синьогорлого цинантуса (Cynanthus latirostris), пустельного колібрі-білозора (Calothorax lucifer), білогорлого серпокрильця (Aeronautes saxatalis), сонорську сойку (Aphelocoma woodhouseii), північного тиранчика-тонкодзьоба (Camptostoma imberbe), чорного феба (Sayornis nigricans), американського сорокопуда (Lanius ludovicianus), американського ремеза (Auriparus flaviceps), кактусового різжака (Campylorhynchus brunneicapillus), скельного орішця (Salpinctes obsoletus), бурого тремблера (Toxostoma curvirostre), чорного чубака (Phainopepla nitens), чорноспинного трупіала (Icterus abeillei), великохвостого гракла (Quiscalus mexicanus), рогатого жайворонка (Eremophila alpestris), потюка (Chondestes grammacus), каньойнового тауї (Melozone fusca), блідого чінголо (Peucaea botterii), чорногорлу карнатку (Spizella atrogularis), а також майже ендемічних мексиканських пасовників (Xenospiza baileyi), кактусових жовтогорликів (Geothlypis nelsoni) та мексиканських тремблерів (Toxostoma ocellatum).
Герпетофауна екорегіону вирізняється високим різноманіттям. Серед поширених в екорегіоні плазунів слід відзначити центрально-мексиканську фриносому (Phrynosoma orbiculare), ошийникову ігуану (Sceloporus torquatus), східну колючу ігуану (Sceloporus spinosus), малу безвуху ящірку (Holbrookia maculata), великоносу земляну змію (Conopsis nasus) та чорнохвостого гримучника (Crotalus molossus).

## Збереження
Більша частина природного рослинного покриву була знищена внаслідок розвитку сільського господарства, зокрема розширення сільськогосподарських угідь та надмірного випасу великої рогатої худоби і кіз. Іншими загрозами для збереження природи регіону є розширення поселень, а також незаконний збір кактусів та інших пустельних рослин з метою продажу.
Оцінка 2017 року показала, що 1288 км², або 2 % екорегіону, є заповідними територіями. Природоохоронні території включають: Національний парк Ель-Гогоррон, Національний парк Ель-Сіматаріо, Національний парк Лос-Ремедіос, Національний парк Ель-Тепеяк, Національний парк Моліно-де-Флорес-Несауалькойотль, Біосферний заповідник Сьєрра-Горда, Зону управління Сьєрра-де-Лобос, Заповідну зону флори і фауни Сьєнагас-дель-Лерма та Заповідну зону флори і фауни Сьєрра-де-Альварес.